# Дуб Прадуб
«Дуб Прадуб» — ботанічна пам'ятка природи місцевого значення в Україні. Розташована в місті Ірпінь, в урочищі Пилипів Потік, на вулиці Мечникова. 
Площа 0,01 га. Статус присвоєно згідно з рішенням Київської обласної ради від 17 червня 2010 року № 739-32-V. Перебуває у віданні Ірпінської міської ради. 
Пам'ятка природи є особливо старим дубом віком 600 років. На висоті 1,3 м дуб має стовбур 5,9 м в охопленні. Висота дерева 30 м.